# Erikson Carlos Batista dos Santos
Erikson Carlos Batista dos Santos (nacido el 26 de febrero de 1995), conocido como Tiquinho, es un futbolista brasileño que actualmente juega en el KTP Kotka de la primera división de Finlandia

## Trayectoria

### Clubes
| Club          | País      | Año         |
| ------------- | --------- | ----------- |
| SC Sagamihara | Japón     | 2018        |
| HIFK Helsinki | Finlandia | 2019 - 2021 |
| KTP           | Finlandia | 2021 -      |

## Estadística de carrera

### J. League
| Club          | Año   | J. League | J. League | Copa J. League | Copa J. League | Total | Total |
| Club          | Año   | Part.     | Goles     | Part.          | Goles          | Part. | Goles |
| ------------- | ----- | --------- | --------- | -------------- | -------------- | ----- | ----- |
| SC Sagamihara | 2018  | 17        | 1         | -              | -              | 17    | 1     |
| Total         | Total | 17        | 1         | 0              | 0              | 17    | 1     |